# Roller Bassano femminile
L'Hockey Roller Bassano femminile è la sezione femminile dell'omonimo club di hockey su pista avente sede a Bassano del Grappa in provincia di Vicenza. Nella sua storia ha vinto un campionato nazionale e una Coppa Italia. La squadra attualmente non risulta attiva.

## Strutture
La società Hockey Roller Bassano è diventata dal 2019 gestore dell'Area Caneva, palazzetto costruito esclusivamente per l'hockey su pista e che vede al suo interno una pista 20x40, capienza di 300 persone, 2 spogliatoi (+2 in uso all'associazione calcistica), una palestra e una sala stampa. A volte viene utilizzato anche il PalaDue.

## Palmarès
2 trofei
- Campionato italiano femminile: 1

2002-2003
- Coppa Italia femminile: 1

2002-2003